# Eparchie doněcká (PCU)
Eparchie doněcká je eparchie pravoslavné církve Ukrajiny.

## Území a titul biskupa
Zahrnuje správní hranice území Doněcké oblasti.
Eparchiálnímu biskupovi náleží titul biskup doněcký a mariupolský.

## Historie
Eparchie byla zřízena 19. listopadu 1992 jako součást Ukrajinské pravoslavné církve Kyjevského patriarchátu.
V prosinci 2018 přešla na Sjednocujícím sněmu ukrajinských pravoslavných církví do jurisdikce nové Pravoslavné církve Ukrajiny.

## Seznam biskupů
- 1992–1993 Filaret dočasný správce
- 1993–1993 Polikarp (Guc)
- 1995–1996 Izjaslav (Karha)
- 1996–1997 Ioann (Zynověv)
- 1997–1997 Ioasaf (Vasylykiv)
- 1997–1998 Volodymyr (Poliščuk)
- 1999–2008 Jurij (Jurčyk)
- od 2008 Serhij (Horobcov)